# جائزة لوكسمبورغ الكبرى 1997
جائزة لوكسمبورغ الكبرى 1997 (بالفرنسية: Grand Prix automobile du Luxembourg 1997)‏ هو سباق فورمولا 1
أقيم بتاريخ 28 سبتمبر 1997 في حلبة نوربورغرينغ، لوكسمبورغ، وأحد سباقات بطولة العالم لسباقات الفورمولا واحد موسم 1997، وكان أول المنطلقين ميكا هاكينن.
فاز بالمركز الأول  جاك فيلنوف، وكان صاحب أسرع لفة هاينز هارالد فرينتزين.